# Nordostrundingen

Nordostrundingen está bem mais a nordeste que a Islândia na projeção cilíndrica equidistante.

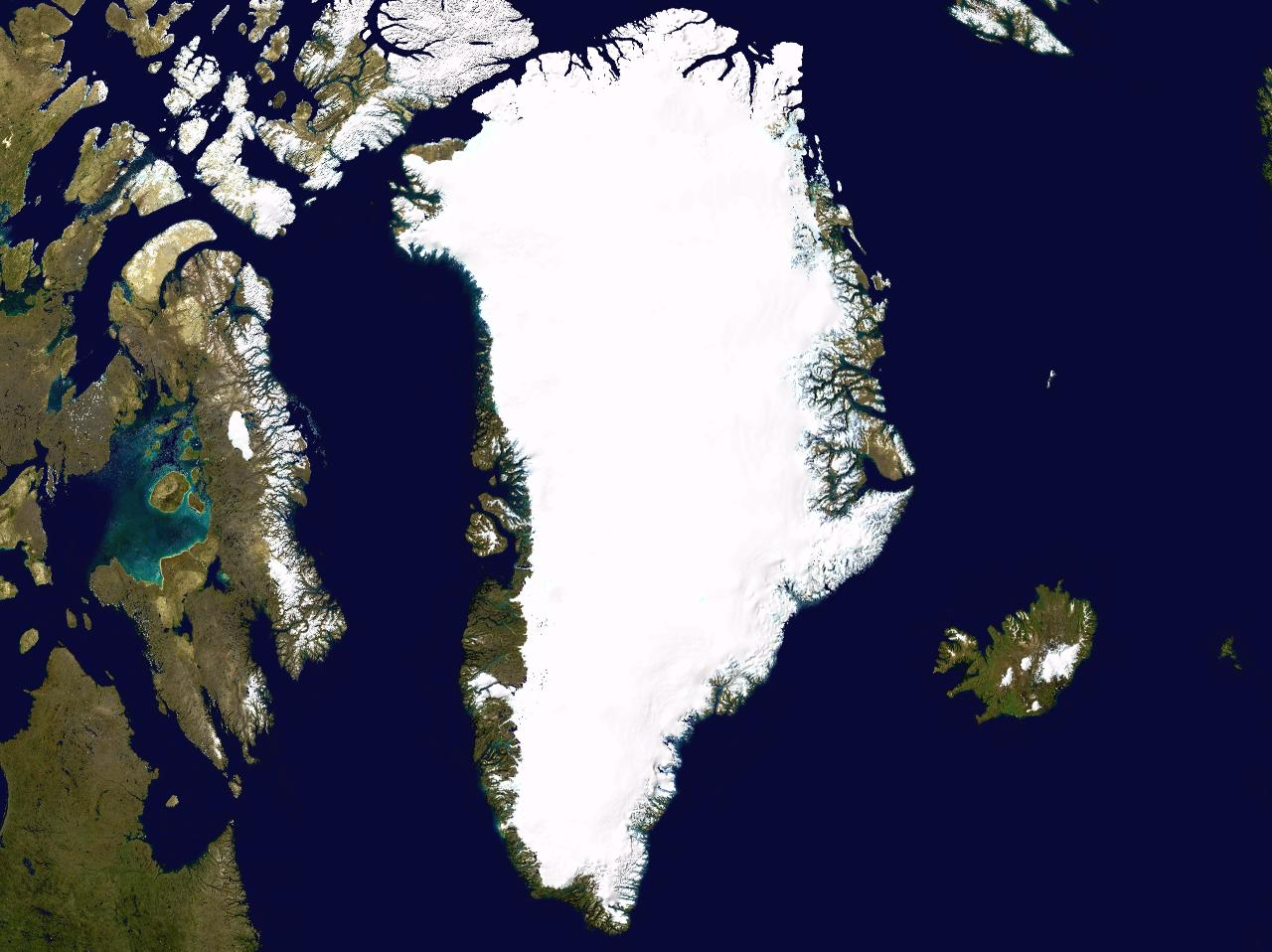
Imagem da Groênlandia de satélite da NASA.

Nordostrundingen (em dinamarquês também 'Nordøstrundingen) é um promontório da Groenlândia.
Aos 11°19'22"W, é o ponto mais oriental das terras da América do Norte, bem como o ponto mais oriental das terras em ambas as Américas (América do Norte e Sul). Está localizado na extremidade nordeste da ilha. Nordostrundingen está mais a leste do que o ponto mais ocidental da Europa, a Islândia.
A Groenlândia não é parte da América do Norte politicamente, o que levou algumas pessoas a acreditarem que o ponto mais oriental do continente foi o ponto mais oriental do Canadá - Cape Spear ou Cabo da Esperança, localizado à longitude 52°37'10"W, perto de St. John's, na ilha da Terra Nova. No entanto, ambas as penínsulas estão realmente localizadas em ilhas associadas à América do Norte, e, portanto, não estão localizadas no continente em si. A ilha de Semisopochnoi (Alasca), é tecnicamente no hemisfério oriental em 179°46'E e, portanto, também pode ser considerado o ponto mais oriental da América do Norte. O Cabo St. Charles na Península do Labrador é o ponto mais oriental da América do Norte continental.